# Massaker von Netiv HaʿAssara
Das Massaker von Netiv HaʿAssara ereignete sich während des Terrorangriffs der Hamas auf Israel am 7. Oktober 2023 im grenznahen Moschav Netiv HaʿAssara in Israels Südbezirk. Terroristen der Hamas waren nach Durchbrechen bzw. Überwinden der Sperranlagen um den Gazastreifen in die Ortschaft eingedrungen und töteten 20 Menschen, darunter 17 Einwohner.

## Lage und Beschreibung
Das 1982 gegründete und landwirtschaftlich geprägte Netiv HaʿAssara liegt nördlich des Gazastreifens, nur wenige Dutzend bis hundert Meter von den Grenzanlagen entfernt und gilt als die dem Gazastreifen am nächsten gelegene Gemeinde Israels. Zum Zeitpunkt des Angriffs hatte die Gemeinde rund 1000 Einwohner, darunter 320 Kinder und Jugendliche.

## Terrorangriff
Am 7. Oktober 2023 gegen 06:30 Uhr Ortszeit begann die Hamas ihren Angriff mit einem massiven Raketenbeschuss, welcher in nahezu sämtlichen grenznahen israelischen Gebieten zur Auslösung des Raketenalarms Tzeva Adom führte, weshalb sich zahlreiche Menschen in die zu diesem Zweck errichteten Schutzräume Merchavim Mugganim ihrer Häuser begaben, oder öffentliche Schutzräume aufsuchten. Kurz nach Angriffsbeginn durchbrachen Terroristen die Sicherungsanlagen an der Nordgrenze des Gazastreifens, darunter am Grenzübergang bei Erez. Amnon Ziv, der in Netiv HaʿAssara lebende Sicherheitsverantwortliche der Region Chof Aschkelon alarmierte daraufhin den Regionalratsvorsitzenden Itamar Revivo und die zivilen, bewaffneten Bereitschaftseinheiten der grenznahen Gemeinden, welche eine provisorische Verteidigung organisieren konnten. Im Zuge des Angriffs war die Strom- und Internetverbindung von Netiv HaʿAssara zeitweise zusammengebrochen.
Zwischen 6:39 Uhr und 6:42 Uhr landeten drei Terroristen mit Motorschirmen in drei verschiedenen Gebieten von Netiv HaʿAssara und begannen unabhängig voneinander mit Angriffen auf Zivilisten. Um 6:53 Uhr schickte der Sicherheitskoordinator der Ortschaft eine Nachricht über die WhatsApp-Gruppe an das 25 Mann starke örtliche Sicherheitsteam, in der er sie aufforderte, in ihren Häusern zu bleiben und von dort aus zu verteidigen, um Eigenbeschuss zu verhindern. Der Großteil des Teams verblieb daher in ihren Häusern. Zur gleichen Zeit trafen acht Soldaten des 77. Bataillons der 7. Panzerbrigade im Moschav ein, um das örtliche Sicherheitsteam zu unterstützen. Mit einigen Mitgliedern des Sicherheitsteams gingen die Soldaten in der Ortschaft vor und töteten gegen 7:07 Uhr einen der Terroristen. Die beiden anderen Terroristen setzten ihre Morde bis 8:10 Uhr fort, lieferten sich dann zwischen 8:12 Uhr und 8:15 Uhr ein Gefecht mit den Sicherheitskräften und konnten sich dann um 8:34 Uhr in den Gazastreifen zurückziehen.
Während die Sicherheitskräfte mit der Durchsuchung des Moschavs und Evakuierung der Bewohner begannen, drangen zwischen 12:14 Uhr und 12:47 Uhr sieben unbewaffnete Palästinenser aus dem Gazastreifen, die keiner Terrorgruppe angehörten, in Netiv HaʿAssara ein. Vier von ihnen wurden gefangen genommen, während den drei anderen die Flucht zurück nach Gaza gelang. Die Durchsuchung, die Evakuierungen und die Bergung der Leichen war erst gegen 22:30 Uhr abgeschlossen.
Zu den Ermordeten zählten der 68-jährige Arieh Akuni, seine 67-jährige Ehefrau Ruti Akuni, sowie deren 32-jährige Tochter Or Akuni. Weiters wurden die Eheleute Shlomi (63) und Ayelet Molcho (54), die vierfache Mutter Nurit Berger (59), die 76-jährige Marina Almagor, die Brüder Igal (52) und Amit Wachs (48) sowie mit der 78-jährigen Chavik Segal eine der Gründerinnen des Moschavs getötet. Der 46-jährige Feuerwehrmann Gil Taʿassa war in seinem Haus gestorben, nachdem er sich auf eine Handgranate geworfen hatte, um seine Familie zu schützen. Sein neunjähriger Sohn Shay erblindete durch die Explosion an einem Auge. Der 17-jährige Sohn der Familie, Or Taʿassa, wurde am selben Tag beim Angriff auf Zikim getötet. Die Eheleute Bilha (75) und Yaʿakov Yinon (78) verbrannten in ihrem Haus bis zur Unkenntlichkeit, wobei die sterblichen Überreste von Bilha nach Militärangaben erst im August 2024 nach komplexen Untersuchungs- und Ermittlungsverfahren identifiziert werden konnten. Bis dahin hatte sie als mögliche Geisel der Hamas gegolten. Bei Netiv HaʿAssara wurden zudem die beiden Laufsportler Kobi Paryante (43) und Neʿomi Shitrit-Azulay (53) von den Sderot Front Runners erschossen, wobei auch zwei eintreffende Soldaten der Fallschirmjäger-Brigade getötet wurden, welche vergeblich versucht hatten, diese zu schützen. Weitere Todesopfer des Angriffs waren der 55-jährige Radfahrer Haim Bennaim und der 48-jährige Fotograf Gilʿad Kfir. Drei der Mitglieder des örtlichen Sicherheitsteams, Oren Stern (49), Danny Vovk (45) und Adi Baharav (62), waren ebenfalls getötet worden.
Die Bewohner, welche über WhatsApp-Gruppen miteinander in Kontakt blieben, verbrachten laut eigener Aussage bis zu 12 Stunden in ihren Schutzräumen, ehe sie von den Sicherheitsbehörden Entwarnung erhielten und das Gebiet verlassen konnten. Am Ende des Tages gab die Gemeinde bereits den Tod von 15 Bewohnern bekannt.

## Nach dem Angriff
Das Gebiet um Netiv HaʿAssara wurde zur militärischen Sperrzone erklärt und die verbliebenen Bewohner evakuiert, unter anderem in Hotelanlagen nach Tel Aviv und bei Jerusalem. Am 3. September 2024 bestätigten die IDF die Tötung von Ahmed Wadiyya und sieben seiner Gefolgsleute bei einem Luftangriff auf ein Gebäude nahe des al-Ahli-al-Arabi-Krankenhauses in Gaza-Stadt. Laut Mitteilung der IDF und des Inlandsgeheimdienstes Schin Bet habe Wadiyya als Nuchba-Kompaniechef des Daraj-Tuffah-Bataillons der Hamas den Angriff auf Netiv HaʿAssara angeführt und überwacht.